# Стшижов
Стшижов или Стшѝжув (на полски: Strzyżów) е град в Югоизточна Полша, Подкарпатско войводство. Административен център е на Стшижовски окръг, както и на градско-селската Стшижовска община. Заема площ от 13,89 км2.

## Население
Според данни от полската Централна статистическа служба, към 1 януари 2014 г. населението на града възлиза на 8 967 души. Гъстотата е 646 души/км2.